# Мар'янівка (Глодоська сільська громада)
Мар'я́нівка — село в Україні, у Глодоській сільській громаді Новоукраїнського району Кіровоградської області. Населення становить 77 осіб. Орган місцевого самоврядування — Глодоська сільська рада.

## Населення
Згідно з переписом УРСР 1989 року чисельність наявного населення села становила 114 осіб, з яких 40 чоловіків та 74 жінки.
За переписом населення України 2001 року в селі мешкало 77 осіб.

### Мова
Розподіл населення за рідною мовою за даними перепису 2001 року:
| Мова       | Відсоток |
| ---------- | -------- |
| українська | 90,91 %  |
| молдовська | 5,19 %   |
| російська  | 2,60 %   |
| інші       | 1,30 %   |